# Alfred Pose
Alfred Pose, né à Laà-Mondrans le 30 juin 1899 et mort à Saint-Jean-de-Luz le 8 octobre 1969, est un universitaire et un banquier français du XXe siècle.
Il a également eu une activité politique. Il est le secrétaire général aux finances de l'amiral Darlan en 1942 en Afrique du Nord et participe aux complots visant à démettre l'amiral de son pouvoir. Il est maire de Saint-Jean-de-Luz de 1953 à 1961 et préside à Paris le Centre d'études politiques et civiques (CEPEC) de sa fondation en 1954 à 1958.

## Biographie

### Professeur d'économie politique
Petit-fils de berger, fils de Pierre Pose, instituteur d'un petit village béarnais, et de Claire Lacroix, son épouse,, Alfred Pose suit des études secondaires à Pau, puis gagne Paris. Diplômé d'HEC en 1919, il s'intéresse aux sciences économiques et au droit, obtenant un doctorat de droit dans ces deux disciplines (1922-24) tout en travaillant ; il est notamment le secrétaire du député Auguste Champetier de Ribes, député dès 1924 des Basses-Pyrénées — le département où naquit Pose. Agrégé de droit en 1926, il est chargé de cours en 1925 puis professeur à la Faculté de droit de Caen de 1926 à 1929,.
Il épouse en novembre 1926 Thérèse Lasserre, fille de l'universitaire Pierre Lasserre.

### Banquier
Il bifurque en 1929 vers le privé. Sur les conseils de Charles Rist, il entre à la Société générale alsacienne de banque (SOGENAL) comme chef du service des études, se fait remarquer par son directeur général René Debrix et devient directeur de la succursale de Cologne, en Allemagne, puis adjoint au président. En avril 1932, il accepte de devenir le directeur général d'une nouvelle banque née sur les ruines de la Banque nationale de crédit, la Banque nationale pour le commerce et l'industrie (BNCI) Il en fait une banque moderne et la fait prospérer en rachetant des banques régionales fragilisées par la crise des années 1930, telle la banque Renauld de Nancy en 1936. et en mettant en place un réseau d'agences et de filiales dans les colonies françaises, telle la BNCI-Afrique à Alger, fondée en 1940. Il entre au conseil d'administration de la BNCI en 1936.
En tant que DG de la BNCI, il permet le renflouement des Presses universitaires de France (PUF) en 1934 et fait appel pour diriger cette maison d'édition à l'un de ses anciens condisciples d'HEC, Paul Angoulvent. Pose fait partie du comité littéraire et scientifique des PUF.
Sous l'Occupation, il cherche à  maintenir la position de sa banque et construit un réseau bancaire international, à partir de la BNCI-Afrique (1940) et du Crédit foncier de Madagascar et de la Réunion (1943). Il est de 1940 à novembre 1942 un acteur important de la collaboration économique avec les autorités allemandes : il participe aux déjeuners de la table ronde, qui réunissent régulièrement, au Ritz, personnalités françaises et allemandes à partir de février 1942, entretient des relations amicales avec le responsable allemand de l’Office de surveillance des banques et sa banque finance des commandes allemandes, dans l'aéronautique notamment. En 1941, l’ambassade allemande présente sa banque, la BNCI, comme l’une des plus « favorables à l’Allemagne dans les grandes banques françaises ». Pose a été « l'un des bailleurs de fonds de la collaboration franco-allemande, sa banque étant la première à financer les commandes passées par les Allemands auprès des avionneurs français ». C'est que la collaboration économique favorise les affaires et qu'elle répond à la « recomposition territoriale inspirée de l'Europe des régions », à laquelle il adhère. En outre, il a souhaité être ministre de l'économie. Il n'a pu obtenir ce poste qu'en Afrique du Nord, brièvement — fin 1942, début 1943 —, et au prix de son ralliement au général Giraud et aux Alliés.
Il est à nouveau directeur général de la BNCI à la Libération, alors que la banque est nationalisée (loi du 2 décembre 1945) et présidée par Ludovic Tron. Il contribue à la mise en place de filiales en Europe (Angleterre, Suisse), en Afrique (Égypte, Nigéria) et en Amérique latine (Mexique, Colombie, Panama, Uruguay). Il quitte ses fonctions en 1950, à 51 ans, mais est nommé administrateur jusqu'en 1962 et président de deux de ses filiales, la BNCI-Afrique et la BNCI-Océan indien (1954, nouveau nom du Crédit foncier de Madagascar et de la Réunion).
Il est également administrateur d'autres entreprises dans les années 1940 et 1950 : de compagnies coloniales africaines, au Maroc notamment : Crédit marocain (1946 : le directeur général a été son beau-frère, Marc Lasserre ), Union minière pan-africaine, fondée à Casablanca en décembre 1948, Société marocaine des tubes et robinetterie Saturo (1948, avec aussi Marc Lasserre). Mais aussi au Sénégal (Compagnie coloniale industrielle et commerciale, à partir de 1948). Il administre aussi des sociétés établies en France métropolitaine : De Dietrich, à partir de 1950, Banque industrielle de l'Afrique du Nord, jusqu'en 1953, Nouvelle compagnie havraise péninsulaire de navigation, de 1953 à 1955, Saint-Raphaël, à partir de 1954 (en tant qu'administrateur de la Quilmès), Grands travaux de l’Est (la BNCI en est un actionnaire important), Cartonneries de La Rochelle, Société centrale des usines à papier et papeteries J-B Weibel réunies (CENPA), Anciens Ets A. Combes et fils, Hotchkiss-Brandt. Certaines ont des intérêts en Afrique du Nord (Saint-Raphaël, Quilmès, Banque industrielle de l'Afrique du Nord). Administrateur à partir de 1950 de la brasserie argentine Quilmès, il est allé plusieurs fois en Argentine défendre les intérêts des actionnaires français, menacés par l'État argentin dirigé par Juan Perón qui s'est attaqué aux possessions de la famille du fondateur de la brasserie, Otto Bemberg.
En 1951, avec notamment Guillaume de Tarde, ancien président de la BNCI et l'ancien ministre Paul Marchandeau, inéligible depuis la Libération, il devient l'associé d'une Société d'études et d'exploitation de la presse quotidienne périodique, contrôlée par les hommes d'affaires qui possédaient le quotidien Le Temps, interdit de reparution à la Libération et remplacé par Le Monde, et qui songeraient à faire paraitre à nouveau Le Temps.
Il devient en 1953 actionnaire de la maison d'édition Plon, dirigée par son ami Maurice Bourdel. Il est au début des années 1950 l’un des 7 vice-présidents du comité français de la chambre de commerce internationale.

### Action politique et réflexions
Dans la seconde moitié des années 1920, alors qu'il est universitaire, Alfred Pose publie dans le quotidien L'Avenir d'Émile Buré plusieurs articles de réflexion, sur les dettes interalliées, sur la mise en valeur de l'empire colonial français, sur la main d'œuvre étrangère, sur l'arbitraire fiscal, sur les risques du malthusianisme, etc.. Il collabore dans l'entre-deux-guerres à diverses revues comme la Revue d'économie politique ou la Revue politique et parlementaire.
Devenu banquier, il poursuit ses réflexions sur la monnaie, publiant aux PUF en 1942 une somme, La monnaie et ses institutions. Et il appuie au sein des PUF la revue maréchaliste La Communauté française de l'économiste François Perroux, lancée en novembre 1941.
Installé à Alger depuis le printemps 1942, il est averti en octobre de l’imminence d'un débarquement anglo-américain en Afrique du Nord par son ami Jacques Lemaigre Dubreuil ou/et par son ami et collaborateur Marc Jacquet qui dirige les services de la BNCI-Afrique. Après le débarquement qui a lieu le 8 novembre 1942 (Opération Torch), par l'intermédiaire de Marc Jacquet qui a participé à cette opération, il se rapproche des figures de la Résistance qui ont favorisé ce débarquement : Lemaigre Dubreuil, Jean Rigault, associé de ce dernier, Henri d'Astier de La Vigerie, fervent royaliste, Jacques Tarbé de Saint Hardouin, diplomate qui entretient de bonnes relations avec les Américains. Au début du mois de décembre, grâce à ses relations, il devient le secrétaire général aux finances de l'amiral François Darlan, l'ancien chef de gouvernement de Vichy, que les Américains ont placé à la tête de l'Afrique du Nord. Il coordonne l'action de trois secrétaires, aux finances (Ludovic Tron, futur président de la BNCI), à la production (Bondelle) et au commerce (Bataille). 
Hostile à la République, devenu monarchiste de raison, il participe activement au complot visant à démettre Darlan de son pouvoir et à le remplacer par le « comte de Paris », Henri d'Orléans, complot qui aboutit à l'assassinat de Darlan le 24 décembre 1942. Cependant, c'est le général Henri Giraud qui succède à Darlan et non pas le comte de Paris, qui est reconduit au Maroc. Pose demeure durant quelques semaines commissaire à l'économie du Haut-commissariat de France en Afrique dirigé par Giraud. Chargé de l'enquête pour faire toute la lumière sur l'assassinat de Darlan, le juge Voituriez met rapidement au jour le complot monarchiste au profit du comte de Paris, complot dans lequel sont directement impliquées quatre éminentes personnalités d'Alger : Alfred Pose et son directeur de cabinet Marc Jacquet, Henri d'Astier de La Vigerie, secrétaire d’État adjoint aux Affaires politiques, ainsi que l'abbé Cordier, ami et homme de confiance de ce dernier. Ils sont accusés d'avoir organisé un complot « dans le but de changer de gouvernement, complot qui a été suivi d'un acte destiné à en préparer l'exécution, à savoir : l'assassinat de l'amiral Darlan, chef du gouvernement légalement établi ». Henri d'Astier et l'abbé Cordier sont arrêtés et mis en prison au secret absolu. Le général Giraud intervient auprès du juge pour qu'Alfred Pose et Marc Jacquet ne soient pas inculpés : Pose doit son salut au fait de financer le gouvernement de Giraud. Il est démis de ses fonctions de commissaire à l'économie en février 1943.
Il publie en 1948 un essai, Philosophie du pouvoir, aux PUF. Depuis la « faillite du régime parlementaire » et les « sombres journées de 1940 », il se dit à la recherche d’un système capable de « dégager l’élite qu’exige une action gouvernementale vraiment efficace ». Il cite abondamment les idées d'Ernest Renan, qui « tient le peuple pour radicalement incapable de choisir ». Pose considère alors que c’est l’élite qui doit gouverner le pays — « seules les élites peuvent régénérer la démocratie défaillante, à condition de reconquérir le pouvoir dont le régime parlementaire les a privés » — et que la démocratie « en donnant la toute puissance au nombre crée la tyrannie de la foule, écrase la qualité, l’élimine ». Sans pour autant la rejeter complètement, à condition qu’elle « se donne un pouvoir capable de jouer pleinement son rôle ». Il souhaite donc « un mélange d’aristocratie et de démocratie », et l’institution d’un « collège vénérable qui s’imposera au respect de tous tant par la qualité que la dignité de ses membres et qui en face du chef du gouvernement représentera les intérêts de la nation ». Une sorte de Chambre des pairs en quelque sorte, mais adaptée au XXe siècle et à la démocratie : à ce collège « « incombera la tâche d’imposer au gouvernement et à l’assemblée populaire le respect de la liberté des individus ». Pose ne cache pas ses sympathies pour la monarchie constitutionnelle, écrivant par exemple : « Heureux donc les peuples qui (…) ont su maintenir dans leurs institutions ce symbole vivant de l’Unité nationale qu’est le représentant de la dynastie autour de laquelle s’est créée la nation ! ».
Dans les années 1950, il contribue au financement du Rassemblement du peuple français (RPF) du général de Gaulle, en étant membre de l'UPANG (Union privée pour l’aide à l’action nationale du général de Gaulle), une association discrète fondée fin 1949 et chargée de collecter des fonds auprès des élites. Il figure en mai 1952, pour une élection au Sénat dans les Basses-Pyrénées, à la deuxième place sur une liste mêlant des indépendants et des gaullistes, menée par Jean Biatarana, alors que les gaullistes béarnais souhaitaient le voir prendre la tête d'une liste RPF,.
Il critique le régime d'assemblée et préconise une réforme de la constitution dans des articles de la Revue des Deux Mondes, dans la première moitié des années 1950, sous la IVe République. Il y exprime le souhait de « voir se rallier la France au système américain » pour mettre fin à « l’incertitude de nos gouvernants éphémères devant les tâches urgentes qui les sollicitent, leur propension à reculer toute décision pour se soustraire à la responsabilité du choix, et l’obligation qui leur est faite de chercher dans l’équivoque une précaire survie ». Pose est alors l'un des associés de la SARL possédant cette revue, fief de la droite académique.
Après une première tentative en 1951 pour succéder à Henri Truchy, et après y avoir donné une communication en avril 1953 sur « l'Europe en quête de dollars », il est finalement élu le 16 novembre à l'Académie des sciences morales et politiques, dans la section d’économie politique, statistique et finances, au fauteuil de Louis Marlio. Son élection est fêtée le 11 mai 1954 lors d'un dîner du Comité France-Amérique, présidé par François Albert-Buisson, chancelier de l'Institut et ancien président de la BNCI, et son épée d'académicien lui est remise le 2 juillet 1954, par Ludovic Tron, président de la BNCI et ancien secrétaire aux finances du gouvernement d'Alger, en présence d'Albert-Buisson et de Guillaume de Tarde, autre ancien président de la BNCI.
Il donne une conférence à la Semaine sociale (catholique) de 1953, à Pau, plaidant pour un État fédéral en Europe comme dans les territoires d'outre-mer et pour l'installation d'Européens en Afrique. Il demande aux « petites équipes qui prétendent représenter les colonies » de ne pas persister « dans un nationalisme, qui loin de hâter les pays neufs dans le monde civilisé, les en éloignera » et dénigre l'anticolonialisme. Sa conférence déplait au journaliste de La Croix et à des Africains présents.
De 1953 à sa démission en 1961, il est maire de Saint-Jean-de-Luz et président-fondateur de la Société pour l'expansion économique du bassin de l'Adour (SEBADOUR), dans le département des Basses-Pyrénées dont il est originaire. Il se présente sans succès dans ce département à une élection sénatoriale en 1958 (?), à la tête d'une liste « d'action économique et sociale ».
Il préside de sa fondation en 1954 à la fin de l'année 1958 le Centre d'études politiques et civiques, un club de réflexion patronal lié aux élites de droite, qui réfléchit notamment à une modification de la constitution. Il y collabore avec René Gillouin, comme lui à la recherche d'une « aristarchie ». Il y défend dès 1954 le principe du régime présidentiel. Le premier numéro des Cahiers du CEPEC contient une de ses conférences, datée du 14 juin 1954 et appelée « le devoir des élites ». Il présente les buts du CEPEC dans les colonnes de l'hebdomadaire Carrefour en mai 1957, citant l'action de Gillouin et appelant les élites, économiques notamment, à ne plus se détourner de la politique : le CEPEC doit aider à « réintégrer les dirigeants réels de la nation dans la démocratie ». Il s'en éloigne dès la fin de l'année 1957, semble-t-il pour des raisons de santé. Son successeur, Georges Laederich, écrit à « (ses) amis du CEPEC de Bordeaux » que la présidence vient de lui être confiée en 1958 car Pose a dû « prendre la décision de restreindre ses activités en raison de son état de santé ». Louis Salleron, un des principaux animateurs du CEPEC, écrit de même en 1968 : « Le président fondateur est Alfred Pose, qu’une cruelle maladie éloigne depuis de longs mois du CEPEC, mais qui lui apporta l’appui très actif de son autorité et de ses travaux personnels pendant les premières années ». Pierre Ledoux, dans son Journal imprévu d’un banquier, évoque Pose succombant « après bien des années à une terrible maladie qui lui avait enlevé toutes ses facultés ».
Chevalier de la Légion d'honneur en 1951 (avec comme parrain l'historien Lucien Febvre, de l'Institut), il est promu officier en 1960, avec comme parrain en 1961 Henri Gilet, président de la BNCI.

## Publications
- Classification des dépenses publiques, thèse pour le doctorat, Faculté de droit de Paris, 1922.
- Les commissaires de surveillance dans les sociétés anonymes, thèse pour le doctorat, Faculté de droit de Paris, 1924, 155 p.
- De la théorie monétaire à la théorie économique, Sirey, 1929, 184 p.
- La monnaie et ses institutions, histoire, théorie et techniques, 2 vol., PUF, 1942, 946 p.
- Philosophie du pouvoir, PUF, 1948, 308 p. (Lire en ligne le début sur gallica)
- « Stabilité monétaire et monnaie-or », dans Alfred Pose, Jacques Lacour-Gayet, Charles Rist, Edmond Giscard d'Estaing, Jacques Rueff, Monnaie d'hier et de demain, Spid, 1952 (Conférences données en mars 1952 pour un lobby libéral, le Comité d’action et d’expansion économique de Lacour-Gayet)[56]
- Les idées politiques d'André Tardieu, dans Louis Aubert, Ivan Martin, Michel Missoffe, François Piétri, A. Pose, André Tardieu, Plon, 1957.